# The Seven
Pour les articles homonymes, voir Seven.
Albums de Talib Kweli
Indie 500
(2015) Radio Silence
(2017)
Albums de Styles P.
Filthy America... It's Beautiful
(2016)
The Seven est un EP collaboratif de Talib Kweli et Styles P., sorti le 14 avril 2017.

## Liste des titres
| No | Titre                                                        | Producteur             | Durée |
| -- | ------------------------------------------------------------ | ---------------------- | ----- |
| 1. | Poets and Gangstas                                           | Nottz                  | 4:24  |
| 2. | Brown Guys                                                   | Oh No                  | 2:31  |
| 3. | Nine Point Five (featuring Sheek Louch, Jadakiss et NIKO IS) | Marco Polo             | 4:55  |
| 4. | In the Field                                                 | Oh No                  | 5:01  |
| 5. | Teleprompters (featuring Common et Vic Orena)                | 88-Keys, Dot da Genius | 3:38  |
| 6. | Let It Burn (featuring Rapsody et Chris Rivers)              | Khrysis                | 3:47  |
| 7. | Last Ones                                                    | Amadeus                | 5:15  |